# Arceuthobium littorum
Arceuthobium littorum é uma espécie de visco anão conhecido como visco-anão-costeiro. É endémica do litoral do norte da Califórnia, onde vive como parasita das árvores Pinus muricata e Pinus radiata. Este é um arbusto castanho escuro ou esverdeado que é visível como uma rede de caules que se estendem acima da casca da árvore hospedeira. A maior parte do visco está localizada dentro da árvore hospedeira, ligada a ela via haustórios, que batem na árvore em busca de água e nutrientes.